# ووکاش تئودورچیک
ووکاش تئودورچیک (لهستانی: Łukasz Teodorczyk؛ زادهٔ ۳ ژوئن ۱۹۹۱) بازیکن فوتبال اهل لهستان است.
از باشگاه‌هایی که در آن بازی کرده‌است می‌توان به پولونیا ورشو، لخ پوزنان، دینامو کیف، اندرلشت و اودینزه اشاره کرد.
وی همچنین در تیم ملی فوتبال لهستان بازی کرده‌است.